# Myiagra cervinicauda
El monarca de San Cristóbal (Myiagra cervinicauda) es una especie de ave paseriforme de la familia Monarchidae endémica de la isla de San Cristóbal.

## Distribución y hábitat
Es endémica de la isla de San Cristóbal, en el sur de las islas Salomón. Su hábitat natural son los bosques húmedos tropicales. Se encuentra amenazada por la pérdida de hábitat.